# Далбаванцин
Далбаванцин — полусинтетический гликопептидный  антибиотик для лечения острых бактериальных инфекций кожи и мягких тканей. Одобрен FDA в 2014 г.

## Механизм действия
Далбаванцин обладает бактерицидным действием. Молекула препарата связывается с D-аланил-D-аланиновой частью предшественника клеточной стенки бактерии (в участке, отличном от того, на который действуют пенициллины и цефалоспорины) и подавляет ее синтез за счет нарушения наращивания пептидогликана, ингибируя процессы трансгликозилирования и транспептидации. Вследствие этого происходит нарушение целостности клеточной мембраны возбудителя и гибель клетки.

## Показания
Лечение острых бактериальных инфекций кожи и мягких тканей у взрослых, вызванных
следующими грамположительными микроорганизмами:
- Staphylococcus aureus (включая метициллин-резистентный золотистый стафилококк)
- Streptococcus pyogenes
- Streptococcus agalactiae, Streptococcus anginosus (S. anginosus, S. intermedius, S. constellatus).

## Способ применения
Назначают внутривенно, в течение 30 минут, раз в неделю.

## Противопоказания
- повышенная чувствительность к препарату.